# Ottoturm
Der Ottoturm im Siegerland ist ein 18,59 m hoher Aussichtsturm auf dem 406,7 m ü. NHN hohen Kahlenberg. Er steht nahe dem Kirchener Stadtteil Herkersdorf im rheinland-pfälzischen Landkreis Altenkirchen (Deutschland).

## Geographische Lage
Der Ottoturm steht im Kirchener Stadtgebiet zwischen den Ortsteilen Katzenbach im Nordnordosten, Herkersdorf im Süden und der Kirchener Kernstadt im Westen auf dem bewaldeten Kahlenberg, der nach anderen Quellen bei einer Höhe von 405,9 m auch Kahlberg genannt wird; diese Höhe bezieht sich auf eine nahe dem Berggipfel gelegene Bergstelle. Der Turm steht 180 m westnordwestlich des Gipfels in 401 m Höhe. Nördlich und westlich vorbei am Berg fließt mit minimal etwa 1 km nördlicher Entfernung die Sieg.

## Geschichte und Beschreibung

### Alter Turm

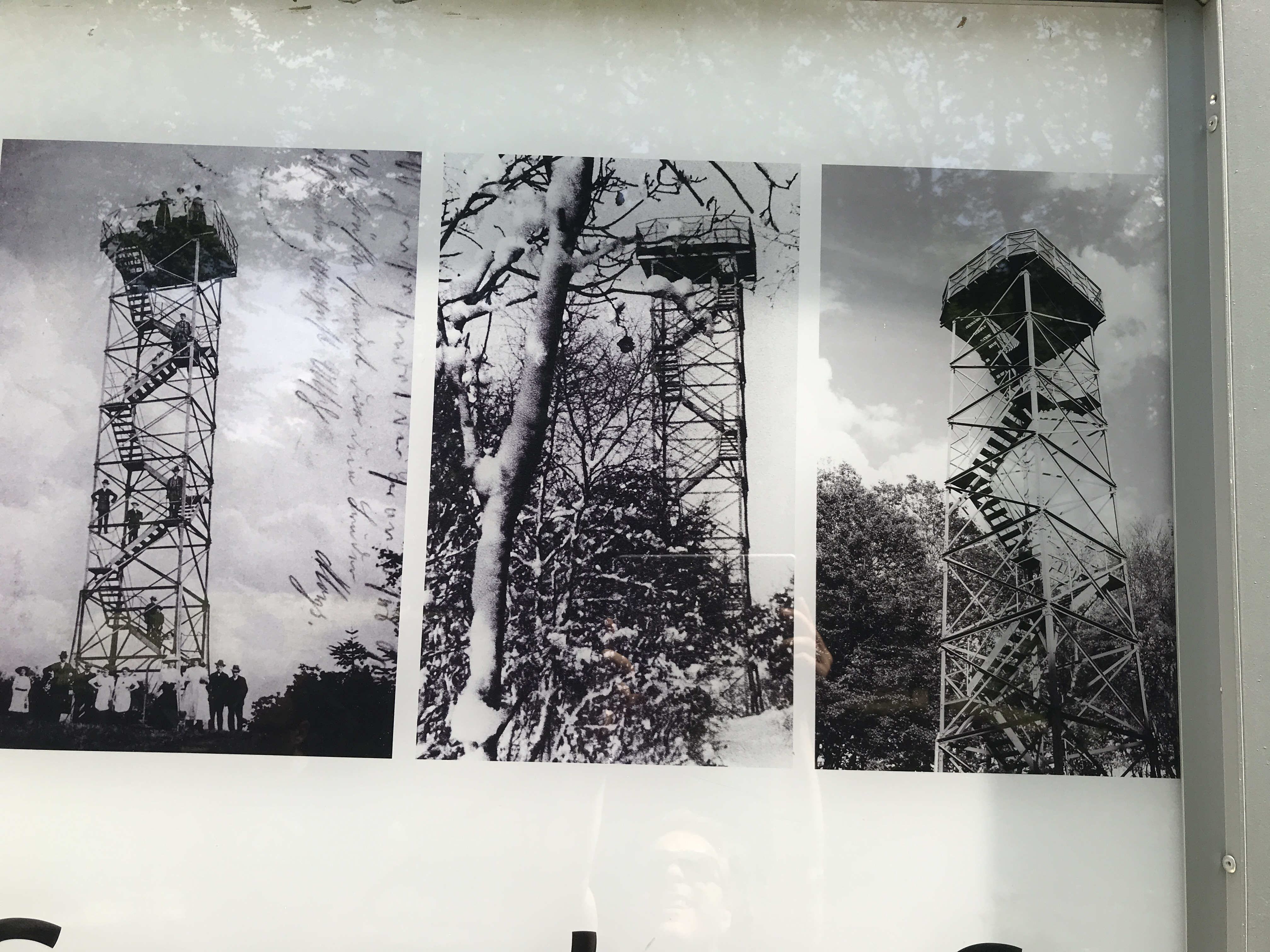
Historische-Aufnahmen

Der erste Aussichtsturm auf dem Kahlenberg war ein 1911 errichteter und 16 m hoher denkmalgeschützter Stahlfachwerkturm. Gestiftet wurde der Turm von Otto Stein, einem Industriellen aus Kirchen (Sieg). Die Baukosten beliefen sich auf 2000 Goldmark. Nach der ersten Spende von 1000 Mark, die jedoch für die Baukosten nicht ausreichten, beschloss Otto Stein, auch die restlichen Kosten zu übernehmen. Ihm zu Ehren wurde der Turm 1912 „Ottoturm“ genannt.
Wegen seiner Stahlkonstruktion sollte er im Zweiten Weltkrieg abgerissen und eingeschmolzen werden, um dem Mangel an Eisen und Stahl zu begegnen. Die Bevölkerung widersetzte sich diesem Vorhaben und konnte die Zerstörung verhindern.
Da der Turm aus rostanfälligem Thomasstahl bestand, traten im Laufe der Jahre zunehmend bauliche Mängel auf, sodass der Turm seit Frühjahr 2006 wegen seines maroden Zustands nicht mehr bestiegen werden durfte. Im Dezember 2006 wurde in Herkersdorf der Förderverein „Freunde des Ottoturms“ gegründet, der sich noch vor Abriss des Turms für den Wiederaufbau einsetzte. Der alte Turm, für den eine Sanierung aufgrund der Stahlbeschaffenheit ausschied, wurde im Mai 2009 abgerissen.

### Neuer Turm
Ab 17. Juni 2010 wurde an derselben Stelle ein neuer Aussichtsturm errichtet, der ebenfalls Ottoturm heißt. Von den Kosten von insgesamt 120.000 Euro übernahm der Förderverein mehr als die Hälfte, allein für die Treppenstufen, die allesamt mit Patenschaft gespendet wurden, kam ein Betrag von über 50.000 Euro zusammen.
Der Turm ist 18,59 m. hoch. Eine linksläufige Metalltreppe führt über 102 Stufen und 15 Zwischenpodeste zur Aussichtsplattform auf 17,34 m Höhe. An deren Brüstung sind vier Orientierungstafeln angebracht.

## Aussichtsmöglichkeiten
Der Ottoturm ermöglicht einen Rundblick über Teile des Siegerlandes, den Blick zum Giebelberg und in das Siegtal – unter anderem mit der Siegtalbrücke der A 45 und Teilen von Siegen im Nordosten, Betzdorf im Südwesten, Kirchen im Westen und Herkersdorf im Süden. Außerdem fällt der Blick hinüber zum Rothaargebirge und bei guten Sichtbedingungen bis zum Siebengebirge.

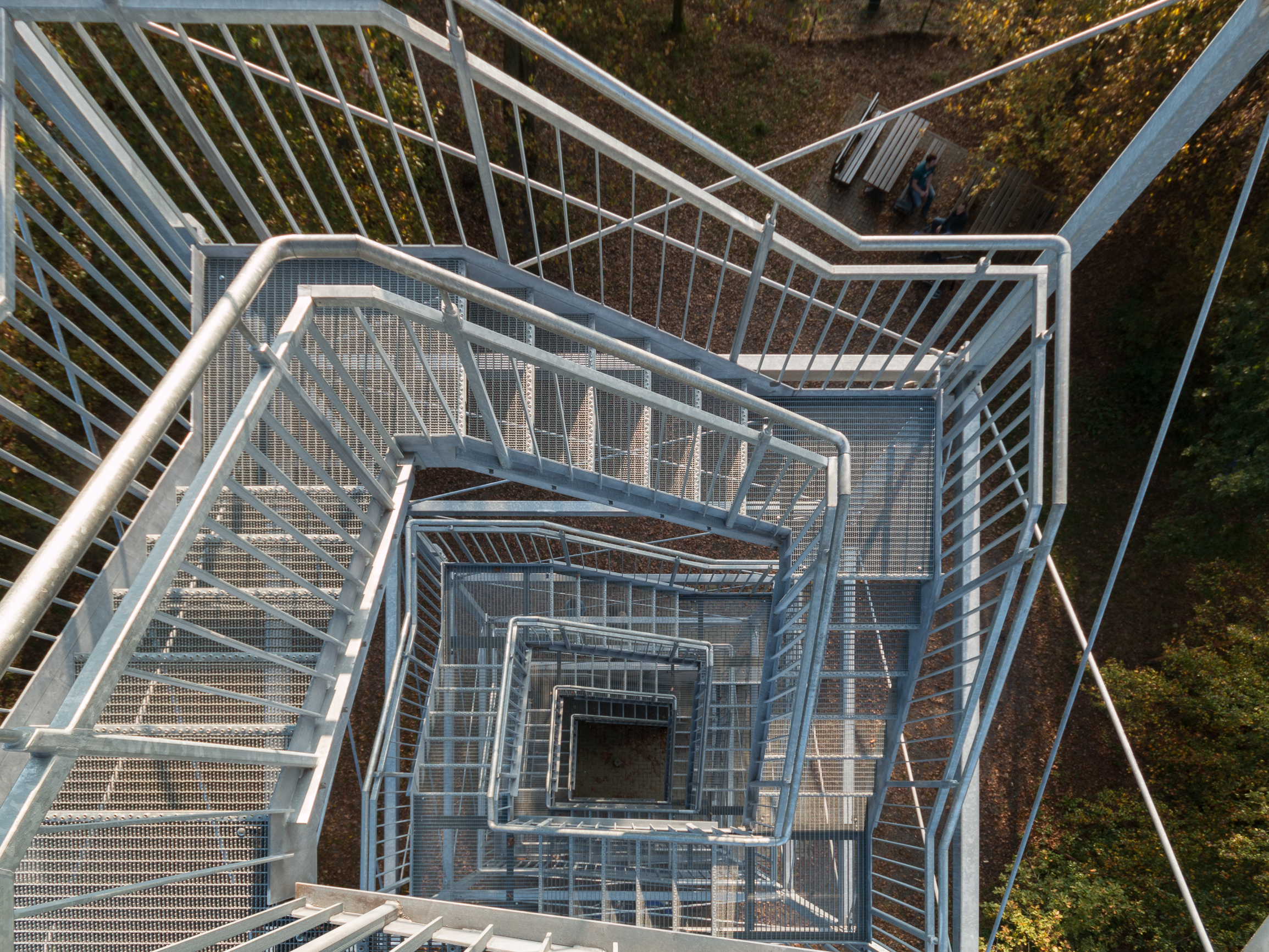
Stahltreppe des Turms
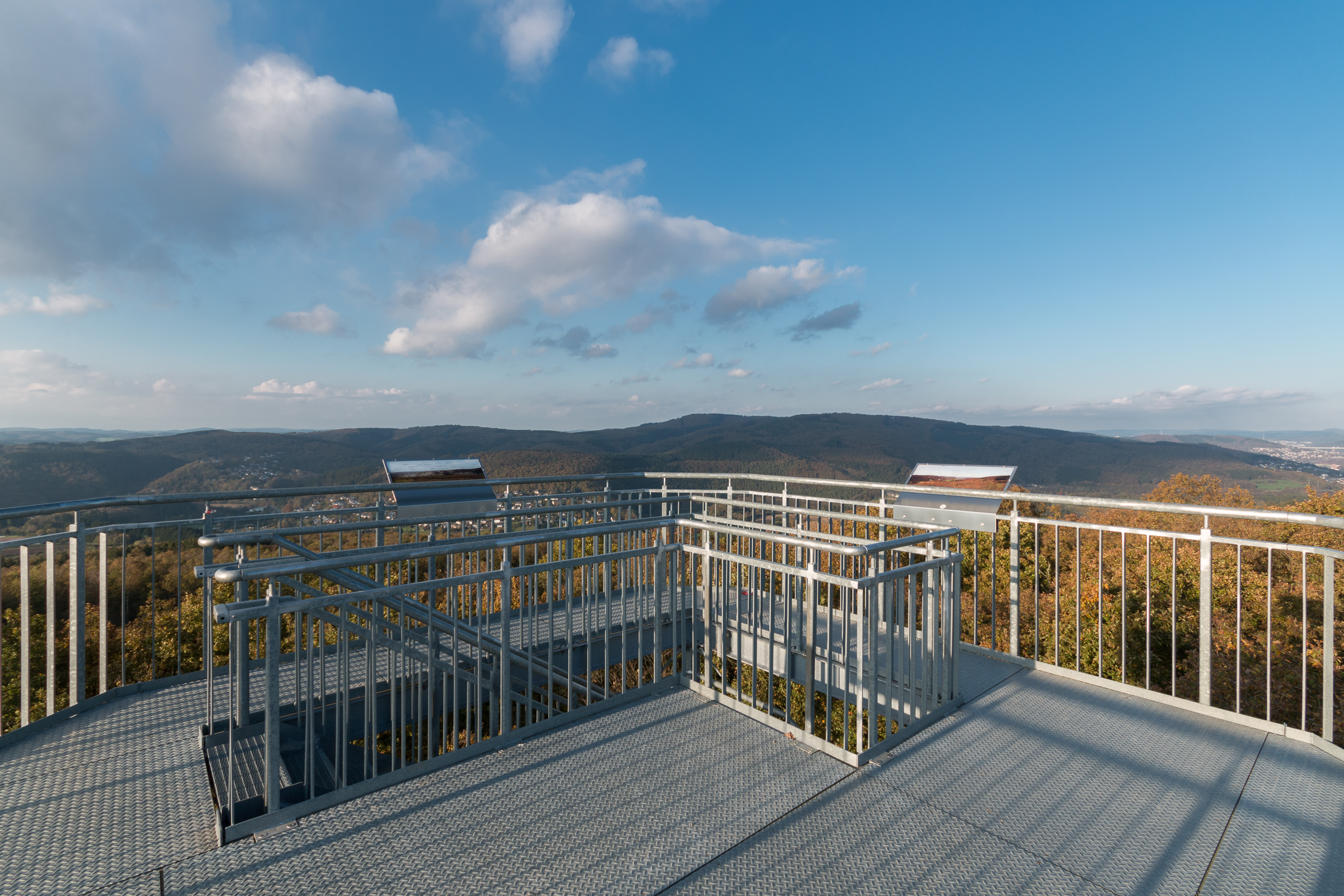
Aussichtsplattform
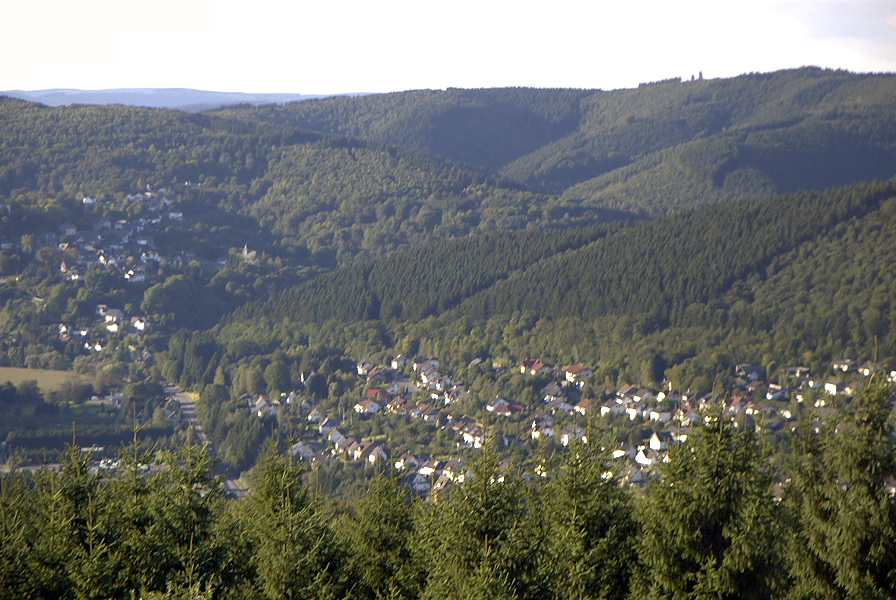
Aussicht vom Ottoturm auf Kirchen